# تاليس ماجنو
تاليس ماجنو (مواليد 6 يونيو 2002) هو لاعب كرة قدم برازيلي يلعب كمهاجم في نادي فاسكو دا غاما.

## روابط خارجية
- تاليس ماجنو على موقع الدوري الأمريكي (الإنجليزية)
- تاليس ماجنو على موقع قاعدة بيانات كرة القدم.إي يو (الإنجليزية)
- تاليس ماجنو على موقع ليكيب (الفرنسية)
- تاليس ماجنو على موقع Soccerbase.com (لاعب) (الإنجليزية)
- تاليس ماجنو على موقع Soccerway.com (الإنجليزية)
- تاليس ماجنو على موقع عالم كرة القدم.نت (الإنجليزية)